# Закон Стивенса
Закон Стивенса — это модификация основного психофизического закона, предложенная американским психологом Стэнли Стивенсом. По мнению Стивенса, зависимость силы ощущения от интенсивности раздражителя описывается степенной функцией:
{\displaystyle Y=k(S-S_{0})^{n}},
где Y — сила субъективного ощущения, S — интенсивность раздражителя (стимула), S_0 - пороговое значение, n — показатель степени функции и k — константа, зависящая от единиц измерения.
Показатель степенной функции для разных модальностей ощущений различен: для громкости звука частотой 3000 Гц он имеет значение 0,67; для электрического тока, пропускаемого через пальцы — 3,5.
Закон Стивенса предложен для замены закона Вебера — Фехнера, согласно которому эта зависимость является логарифмической:
{\displaystyle Y=k\ln {\frac {S}{S_{0}}}}
Стивенс не был первым, кто предложил описывать связь силы стимула и ощущения степенным законом, но он впервые проанализировал экспериментальные данные и опубликовал на их основе конкретные значения коэффициентов.